# Beleg van Steenwijk (1580-1581)
Op 18 oktober 1580 sloeg George van Lalaing, de naar Spaanse zijde overgelopen stadhouder van Groningen, het beleg voor Steenwijk. Het beleg werd na vier maanden op 23 februari 1581 weer opgegeven, zodat Steenwijk in Staatse handen bleef.

## Voorgeschiedenis
Tot maart 1577 zorgde een contingent soldaten uit Wallonië voor handhaving van het Spaanse gezag. De Staten van Overijssel wisten echter door betaling van achterstallige soldij deze bezettingsmacht weg te krijgen en kozen in maart 1580 de zijde van de Opstandelingen als reactie op het overlopen van de graaf van Rennenberg. De Overijsselse Staten hadden gezorgd voor de aanwezigheid van een compagnie soldaten onder leiding van kapitein Olthof. In oktober kwam nog een tweede compagnie onder leiding van Johan van den Kornput in Steenwijk aan. Van den Kornput had Rennenberg in 1578 nog van adviezen voorzien bij het beleg van Deventer, waarna de stad tot overgave gedwongen kon worden en in Staatse handen kwam.

## Belegering
Daags na de komst van Van den Kornput in Steenwijk, op 18 oktober 1580, begon de Spaansgezinde George van Lalaing, graaf van Rennenberg, met een leger van ruim 6000 soldaten en nog eens 1200 ruiters zijn beleg van Steenwijk. De inwoners van Steenwijk hadden de velden rond de stad niet onder water kunnen zetten, omdat het al tijden droog was, waardoor het water in de rivieren laag stond. De beschietingen van november in dat jaar vernietigde een zeventigtal woningen en vormden een ware beproeving voor de inwoners van de stad en de kleine verdedigingsmacht van slechts 600 soldaten. Het duurde tot december voordat er hulp kwam van het Staatse leger onder leiding van de Engelse overste John Norritz. Doordat de belegering in de winter plaatsvond, hadden de belegeraars en belegerden last van het koude weer. De stadsgracht en de Vledder Aa vriezen diverse keren dicht. Dit leverde voor- en nadelen op. Zo zakten op 17 december meerdere soldaten van Rennenberg door het ijs. Daarentegen konden op 17 januari ruiters de Vledder Aa oversteken via het ijs. Op 23 februari 1581 gaf graaf Rennenberg, inmiddels zelf zwaar ziek geworden, zijn beleg op, waarmee Steenwijk de belegering doorstond.

## Nasleep
Dat Steenwijk stand hield gedurende het vier maanden durende beleg was te danken aan het krachtdadige optreden van hopman Johan van den Kornput. De graaf van Rennenberg stierf enkele maanden later en werd begraven in de Martinikerk te Groningen. De uitgeputte Steenwijkers hadden overigens weinig weerstand meer en kregen in 1581 ook nog eens met een pestepidemie te maken. Van de 2.500 inwoners stierven er in korte tijd 2.300. Al in november 1582 wisten de Spanjaarden onder leiding van Juan Baptista de Taxis Steenwijk alsnog in te nemen, waarop de overgebleven protestanten halsoverkop de stad ontvluchtten. Steenwijk werd een Spaans bolwerk, met nog slechts 50 van de oorspronkelijke bewoners. Alleen Zeeland, Holland, Utrecht en Friesland waren niet in Spaanse handen. De dreiging van een herovering door stadhouder Maurits van Nassau, de latere prins van Oranje, in 1591 zorgde voor een hernieuwde opbouw van de verdedigingswerken van de stad. In korte tijd wisten de Spanjaarden belangrijke verbeteringen aan te brengen en werd de legermacht uitgebreid tot ruim 1.000 man (voornamelijk Walen en Bourgondiërs) onder leiding van Anthonie de Coquele.
Toch was het allemaal niet voldoende. Op 28 mei 1592 verschenen Maurits en zijn neef Willem Lodewijk van Nassau-Dillenburg voor de stad met een leger van 8.000 man en sloot alle toegangswegen hermetisch af, waarna Steenwijk opnieuw een beleg moest ondergaan. Op 5 juli 1592 na een heftige strijd die 44 dagen duurde, gaven de Spanjaarden zich over. Ook nu had Johan van den Kornput grote bijgedragen aan de verovering van Steenwijk door het Staatse leger van Maurits en Willem Lodewijk. Al deze oorlogen en bezettingen hadden echter wel hun tol geëist; Steenwijk was praktisch volledig in puin geschoten en de verdedigingswerken waren aan een forse opknapbeurt toe. Het duurde echter tot 1597, na een mislukte aanval van de Spaansgezinde graaf Frederik van den Bergh, voordat de Raad van State de middelen beschikbaar stelde voor wederopbouw van de verdedigingswerken.